# Gouden ticket
Gouden ticket is een lied van de Nederlandse rapper ADF Samski. Het werd in 2022 als single uitgebracht en stond in hetzelfde jaar als tiende track op het album Cartier music.

## Achtergrond
Gouden ticket is geschreven door Samir Plasschaert en Sander Stuij van den Herik en geproduceerd door p.APE. Het is een nummer dat past in het genre nederhop met effecten uit de trap en gangstarap uit de jaren '90 en '00. In het lied rapt de artiest over zijn pad naar succes. Hij probeert duidelijk te maken hoe uniek hij zelf is in het lied. Het nummer werd bij radiozender NPO FunX uitgeroepen tot DiXte track van de week.
Het nummer was onderdeel van de Mascotte Masters-campagne van vloeimerk Mascotte. Hierbij bracht ADF Samski zijn eigen Mascottevloei uit met de naam Freshvloei, waarop een QR-code te vinden was. Deze code linkte naar een AR-ervaring van een deel van de clip van Gouden ticket.

## Hitnoteringen
De artiest had bescheiden succes met het lied in Nederland. Het stond op de 93e plaats van de Single Top 100 in de enige week dat het in deze hitlijst te vinden was. De Top 40 en haar Tipparade werden niet bereikt.